# Conway (Missouri)
Conway é uma cidade localizada no estado americano de Missouri, no Condado de Laclede.

## Demografia
Segundo o censo americano de 2000, a sua população era de 743 habitantes.
Em 2006, foi estimada uma população de 781, um aumento de 38 (5.1%).

## Geografia
De acordo com o United States Census Bureau tem uma área de
4,7 km², dos quais 4,7 km² cobertos por terra e 0,0 km² cobertos por água.

## Localidades na vizinhança
O diagrama seguinte representa as localidades num raio de 24 km ao redor de Conway.